# Ипатенко, Александр Васильевич
Александр Васильевич Ипатенко (17 февраля 1925 — 29 октября 2010) — советский раллийный гонщик послевоенной эпохи, ведущая фигура команды «Автоэкспорт». Заслуженный мастер спорта СССР (1969). Заслуженный тренер СССР.
После завершения спортивной карьеры работал начальником Центрального автомотоклуба ДОСААФ СССР.

## Биография
Участник Великой Отечественной войны, служил в 1073 сп 316-й стрелковой дивизии 1-го Украинского фронта. Награжден орденом Отечественной войны I степени (06.04.1985), медалью «За отвагу» (19.08.1944).
В 1951 году занял второе место в чемпионате СССР по ралли на экспериментальной машине Москвич-403Э-424Э-купе.
В 1964 году руководил участием в XXXIII ралли Монте-Карло на Москвич-408, все советские экипажи добрались до финиша, но не были квалифицированы, так как не уложились в лимит времени.
Следующее выдающееся достижение спортсмена — выступление на ралли Лондон — Сидней, в котором он был в головном экипаже под номером 7. Этот экипаж достойно справился с трудностями марафона финишировал на 33 месте.
Участвовал в съёмках художественных фильмов, самым известным моментом его кинокарьеры стало участие в фильме «Гонщики».
Через 25 лет Ипатенко участвовал в юбилейном 25-летии ралли Лондон-Сидней и также дошёл до финиша.
Скончался 29 октября 2010 года, похоронен на Донском кладбище Москвы.